# Čo Oju
Čo Oju (nepálsky: चोयु – Čo Oju; tibetsky:ཇོ་བོ་དབུ་ཡ – jo-bo-dbu-jag; čínsky: 卓奥友山; pinyin: Zhuó'àoyǒu Shān) je šestá nejvyšší hora světa. Leží v Himálaji na hranicích Číny (Tibetu) a Nepálu 20 km na západ od Mount Everestu. V tibetštině Čo Oju znamená „Tyrkysová bohyně“.
Jen několik kilometrů západně od Čo Oju je ledovcem pokryté sedlo Nangpa La (5716 m n. m.), které slouží jako hlavní obchodní cesta mezi Šerpy z Tibetu a z nepálské oblasti Khumbu. Také díky tomuto vysoko položenému průsmyku a mírným sklonům výstupových hřebenů je Čo Oju považována za nejsnadněji dostupnou osmitisícovku na světě. Současně je první z takzvaných „malých osmitisícovek”. Jejich vrcholy jsou ve výškách, ve kterých se na pěti „velkých osmitisícovkách“ teprve budují poslední postupové tábory. Výstup na prvních pět nejvyšších hor Země je proto výrazně náročnější.

## Historie
Čo Oju byl pátý osmitisícový vrchol zdolaný od doby prvního dosažení Annapurny (červen 1950), Mount Everestu (květen 1953), Nanga Parbat (červenec 1953) a K2 (červenec 1954).

### Prvovýstup
Čo Oju byla poprvé zdolána 19. října 1954 rakouskou miniexpedicí, jejímiž členy byli Joseph Jöchler, Herbert Tichy a Šerpa Pasang Dawa Lama.

### Výstupy českých horolezců
- 1984 – Věra Komárková (občanka USA) a Slovenka Margita Štěrbová (občanka ČSSR) byly prvními ženami na vrcholu Čo Oju, Štěrbová byla zároveň první ženou z Československa na osmitisícovce
- 1985 – Jarýk Stejskal – zimní výstup alpským stylem s Dušanem Becíkem.
- 1990 – Josef Rakoncaj – alpským stylem
- 1994 – Zdeněk Hrubý, Ladislav Kamarád, Stanislav Šilhán
- 1995 – Ladislav Drda, Ota Louka, Vladimír Myšík, Otakar Srovnal
- 1996 – Luboš Bečák, Martin Otta
- 1997 – Tomáš Sláma
- 2000 – Václav Pátek, Vladimír Smrž
- 2003 – Radek Jaroš, Martin Koukal
- 2004 – Petr Malý, Petr Novák
- 2005 – Martin Minařík, sólo
- 2006 – Milan Wlasák, Pavel Michut, Alice Korbová,[3] Klára Poláčková[4] ,Daniel Vlach, Jiří Kalousek, MUDr. Ivan Náhlík
- 2008 – Karel Mašek
- 2009 – Leopold Sulovský, Kamil Bortel, Pavol Lupták, Radovan Galoš, Zuzana Hofmannová, Josef Milfait, Antonín Bělík, Olga Nováková[5], Pavel Matoušek[6]
- 2013 - Roman Žaloudek
- 2016 – Marek Novotný, Aleš Bílek, Jan Trávníček

Všechny československé a české výstupy byly realizovány klasickou cestou.

## Cesty
Na Čo Oju vede několik cest. Nejpopulárnější je západní stěna z Tibetu, jen zřídkakdy se na horu leze z Nepálu. Klíčovým místem výstupu ze západní strany se obvykle stává ledopád mezi prvním a druhým táborem ve výšce kolem 6700 metrů. Dle počtu skupin na cestě je tato část výstupu většinou zajištěna fixními lany. Druhý obtížný úsek je skalní výšvih nad třetím táborem ve výšce kolem 7600 metrů. Tento úsek je lezen, vzhledem k blízkosti tábora, za tmy a zastaví ve výstupu mnoho lidí. První výškový tábor bývá občas navštěvován i vyznavači trekingu.
- 1954 – Západní úbočí. Prvovýstup na Čo Oju byl ve své době ojedinělý. Tichy, Jöchler a Pasang Dava-lama zlezli horu bez podpory nosičů, bez kyslíkových přístrojů. Současně s nimi se o výstup neúspěšně pokoušeli Švýcaři (7400 m n. m.) taktéž západním úbočím. Prvovýstupu předcházel britský průzkum roku 1951.

V roce 1958 cestu poprvé zopakovali Indové. Na vrchol spolu s Indy vystoupil podruhé také Pasang Dava-lama.
V roce 1959 se o výstup na Čo Oju pokusila první ženská expedice na osmitisícovku. Skončila ale tragicky smrtí dvou horolezkyň.
První ženský výstup na vrchol se daří v roce 1984 dvojici Dina Štěrbová (Československo) a Věra Komárková (USA) s Šerpou Ang Ritou.
V prosinci 1985 završili Čechoslováci Jarýk Stejskal a Dušan Becík v rámci mezinárodní výpravy první úspěšný zimní výstup alpským stylem na osmitisícovku (předchozí zimní výstupy se konaly vždy expedičním způsobem). Celkově byl tento výstup druhým zimním výstupem na Čo Oju.
V zimě 1988 Španěl Fernando Garrido úspěšně zvládá první zimní sólovýstup na osmitisícovku klasickou cestou.
První ženský zimní výstup na osmitisícovku podniká Švýcarka Marianne Chapuisat v roce 1993 klasickou cestou.
- 1978 – Jihovýchodní stěna. Rakušan Koblmüller a Němec Furtner provedli bez oficiálního povolení prvovýstup jihovýchodní stěnou alpským stylem. Jejich výstup nebyl zopakován.
- 1985 – Jižní pilíř. V lednu 1985 završila polská expedice prvovýstup jižním pilířem v zimě. Jedná se o jediný prvovýstup na osmitisícovku otevřený v zimním období. Na vrchol vystoupili Maciej Berbeka, Maciej Pawlikowski, později Zygmunt Heinrich a Jerzy Kukuczka.
- 1986 – Jihozápadní pilíř. Polská expedice otevírá novou trasu vpravo od klasické cesty.
- 1988 – Severní stěna. Sedm horolezců ze Slovinska otevírá novou cestu dosud nezlezenou severní stěnou v její pravé části.
- 1990 – Švýcaři Erhard Loretan, Jean Troillet a Polák Wojciech Kurtyka zlézají horu novou cestou v jihozápadní stěně za jediný den alpským stylem.
- 1990 – Japonec Yamanoi otevírá druhou cestu v jihozápadní stěně sólo alpským stylem. Jeho výstup zopakovala stejným stylem roku 1995 čtveřice Japonek.
- 2006 – Slovinec Pavle Kozjek otevírá třetí trasu jihozápadní stěnou alpským stylem.

Celkem vede k vrcholu Čo Oju 8 cest, z nichž polovina byla otevřena prvovýstupem alpským stylem a další jedna v zimě. Drtivá většina lezců však postupuje klasickou cestou (včetně všech českých výstupů). Pět tras nebylo nikdy zopakováno.